# Eagle River (Wisconsin)
 Eagle River  ist eine Stadt (mit dem Status „City“) und Verwaltungssitz des Vilas County im US-amerikanischen Bundesstaat Wisconsin. Im Jahr 2010 hatte Eagle River 1398 Einwohner.

## Geografie

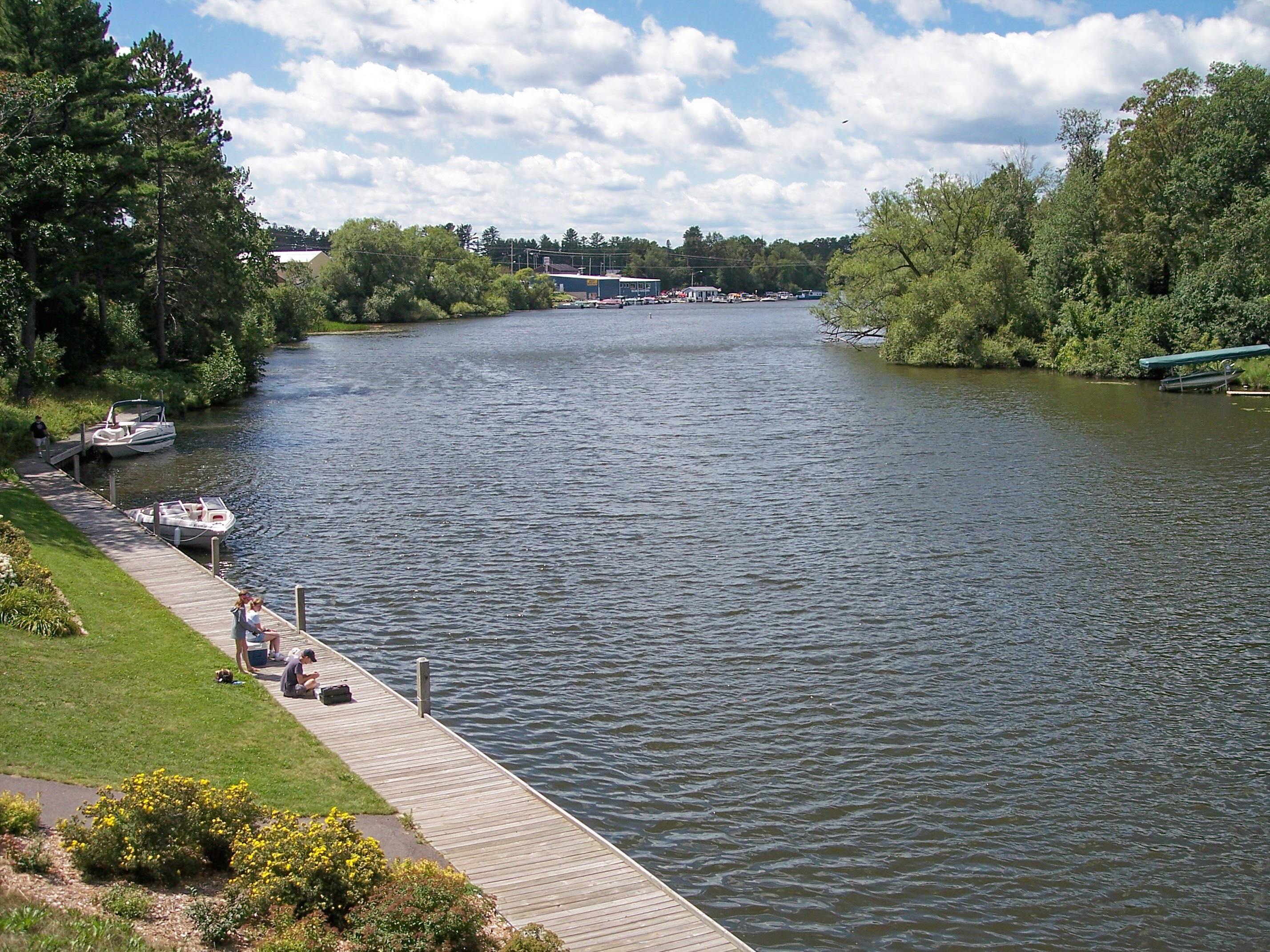
Der Eagle River in der gleichnamigen Stadt

Eagle River liegt in einer wald- und seenreichen Landschaft im Norden Wisconsins beiderseits des Eagle River, der über den Wisconsin River zum Stromgebiet des Mississippi gehört.
Die geografischen Koordinaten von Eagle River sind 45°55′02″ nördlicher Breite und 89°14′40″ westlicher Länge. Das Stadtgebiet erstreckt sich über eine Fläche von 8,29 km² und wird vollständig von der Town of Lincoln umgeben, ohne dieser anzugehören.
Nachbarorte von Eagle River sind Conover (17 km nördlich), Three Lakes (16,5 km südsüdöstlich) und St. Germain (24,4 km westlich).
Die nächstgelegenen größeren Städte sind Green Bay am  Michigansee (230 km südöstlich), Appleton (237 km südsüdöstlich), Wisconsins größte Stadt Milwaukee (383 km in der gleichen Richtung), Wisconsins Hauptstadt Madison (359 km südlich), Wausau (132 km südsüdwestlich), Eau Claire (292 km südwestlich), die Twin Cities in Minnesota (390 km westsüdwestlich), Duluth am Oberen See in Minnesota (296 km westnordwestlich) und Sault Ste. Marie in der kanadischen Provinz Ontario (464 km ostnordöstlich, gegenüber von Sault Ste. Marie, Michigan).

## Verkehr
Im Zentrum der Stadt treffen die Wisconsin State Highways 17, 32 und 70 zusammen. Alle weiteren Straßen sind untergeordnete Landstraßen, teils unbefestigte Fahrwege sowie innerörtliche Verbindungsstraßen.
Mit dem Eagle River Union Airport befindet sich im Nordwesten des Stadtgebiets von Eagle River ein kleiner Flugplatz. Der nächste Verkehrsflughafen ist der Rhinelander–Oneida County Airport (44 km südsüdwestlich).

## Bevölkerung
Nach der Volkszählung im Jahr 2010 lebten in Eagle River 1398 Menschen in 684 Haushalten. Die Bevölkerungsdichte betrug 168,6 Einwohner pro Quadratkilometer. In den 684 Haushalten lebten statistisch je 1,89 Personen.
Ethnisch betrachtet setzte sich die Bevölkerung zusammen aus 93,0 Prozent Weißen, 0,8 Prozent Afroamerikanern, 3,5 Prozent amerikanischen Ureinwohnern, 0,1 Prozent Asiaten sowie 1,1 Prozent aus anderen ethnischen Gruppen; 1,6 Prozent stammten von zwei oder mehr Ethnien ab. Unabhängig von der ethnischen Zugehörigkeit waren 1,9 Prozent der Bevölkerung spanischer oder lateinamerikanischer Abstammung.
18 Prozent der Bevölkerung waren unter 18 Jahre alt, 59 Prozent waren zwischen 18 und 64 und 23 Prozent waren 65 Jahre oder älter. 50,9 Prozent der Bevölkerung waren weiblich.
Das mittlere jährliche Einkommen eines Haushalts lag bei 26.925 USD. Das Pro-Kopf-Einkommen betrug 19.813 USD. 26,7 Prozent der Einwohner lebten unterhalb der Armutsgrenze.

## Bekannte Bewohner
- Shawn Carter (* 1973) – Eishockeyspieler – geboren und aufgewachsen in Eagle River
- Charles Comiskey (1859–1931) – Baseballspieler, -manager und -Teambesitzer – geboren und aufgewachsen in Eagle River